# Arquitectura de Falcón

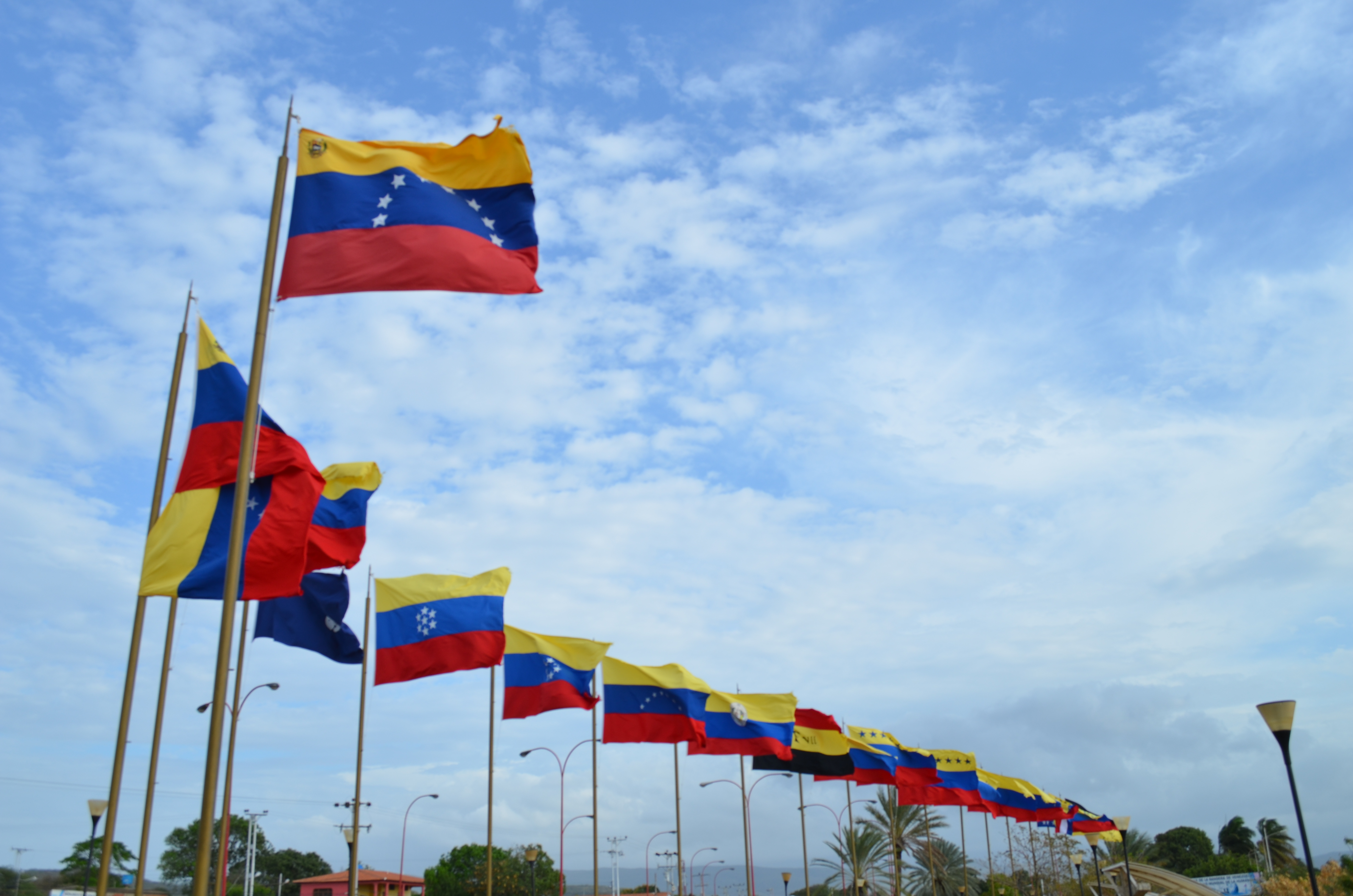
Paseo de La Bandera en el puerto La Vela de Coro, declarada Patrimonio de la Humanidad por la Unesco.

La arquitectura de Falcón se refiere al conjunto de estilos arquitectónicos y constructivos que han ido apareciendo a lo largo de la historia del estado Falcón, en Venezuela.
Para 1993, el 48% de las casas y casonas de Coro eran consideradas de tipo colonial. Ese año la ciudad de Coro y su puerto, La Vela de Coro, fueron declarados Patrimonio de la Humanidad por la Unesco.
Coro, por su parte, es considerada una ciudad de turismo religioso por su histórica arquitectura.

## Historia
El desarrollo arquitectónico colonial de Falcón fue influido por la arquitectura del sur de España.

### SigloXVI

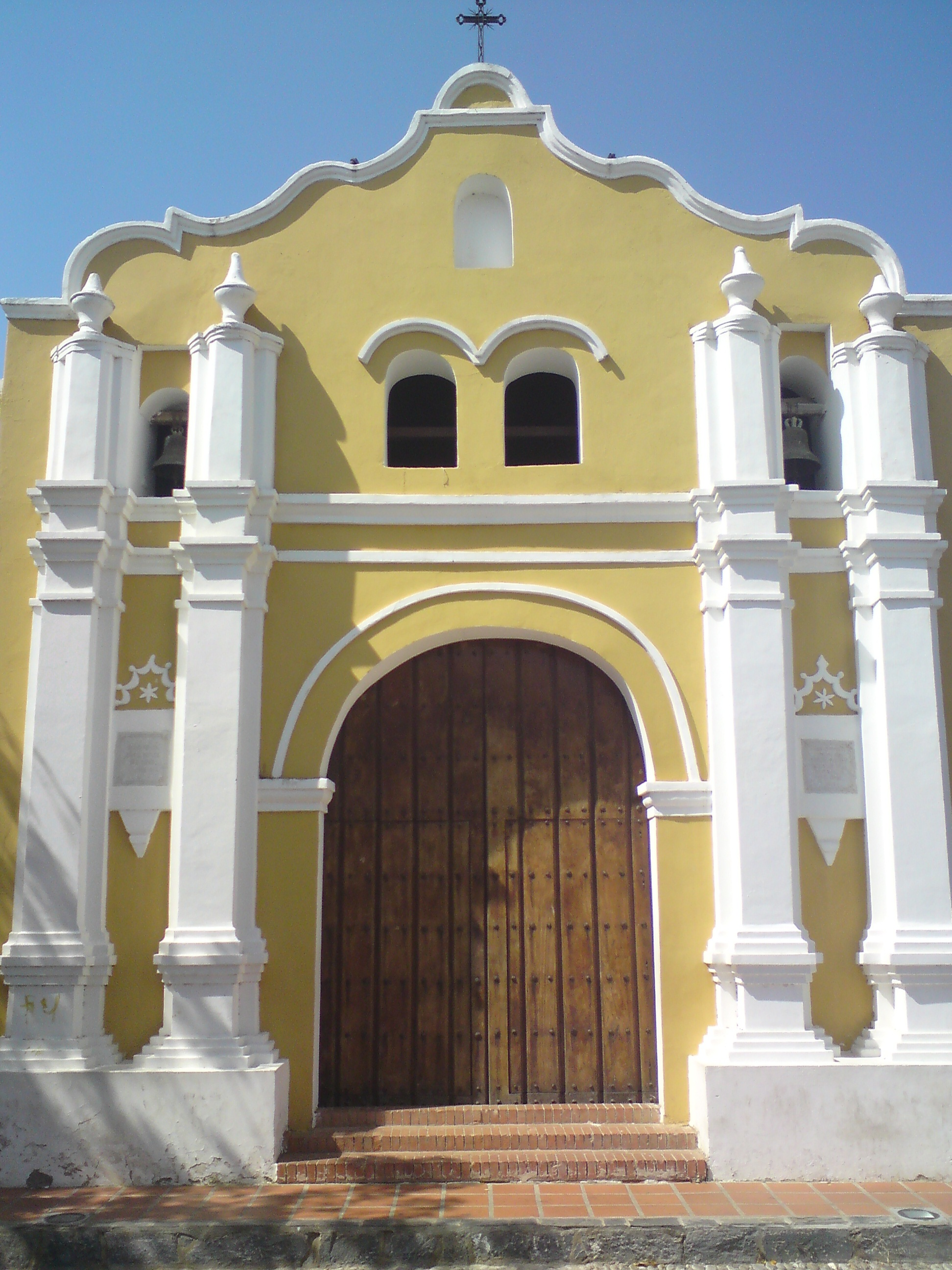
Iglesia de San Clemente (siglo XVI)
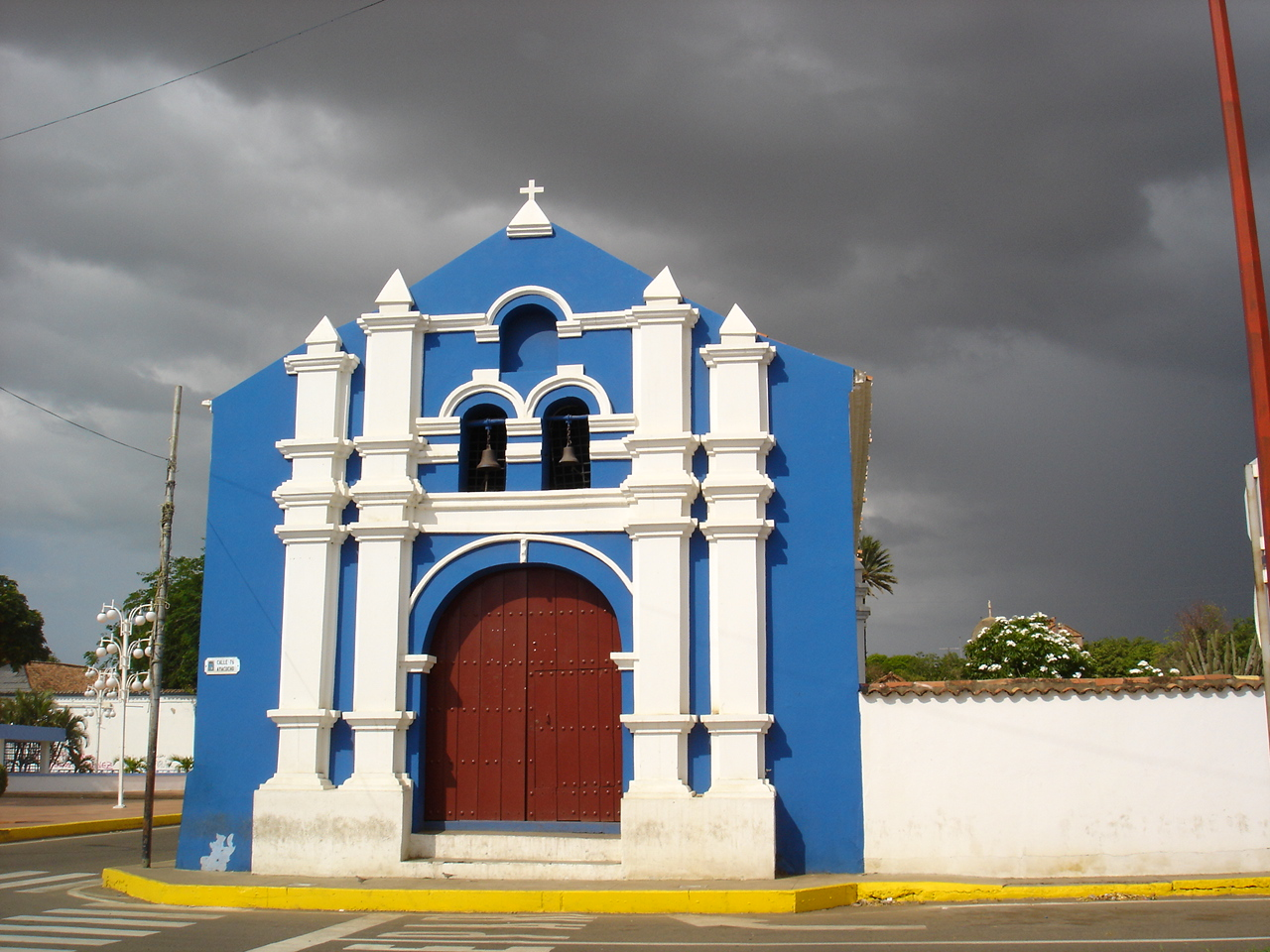
Iglesia de San Nicolás de Bari (siglo XVI)

### SigloXVII

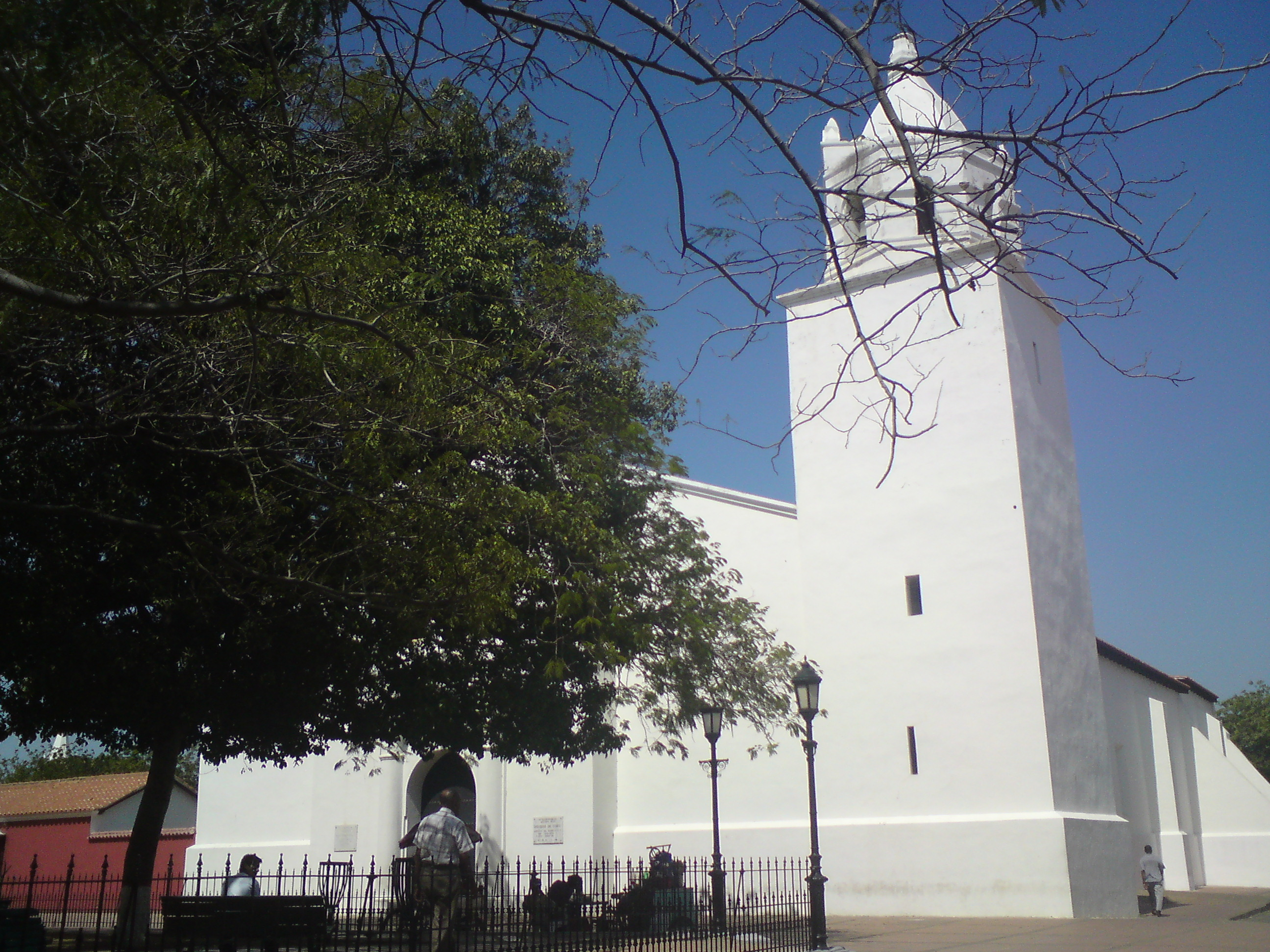
Catedral de Santa Ana de Coro (1634)

### SigloXVIII

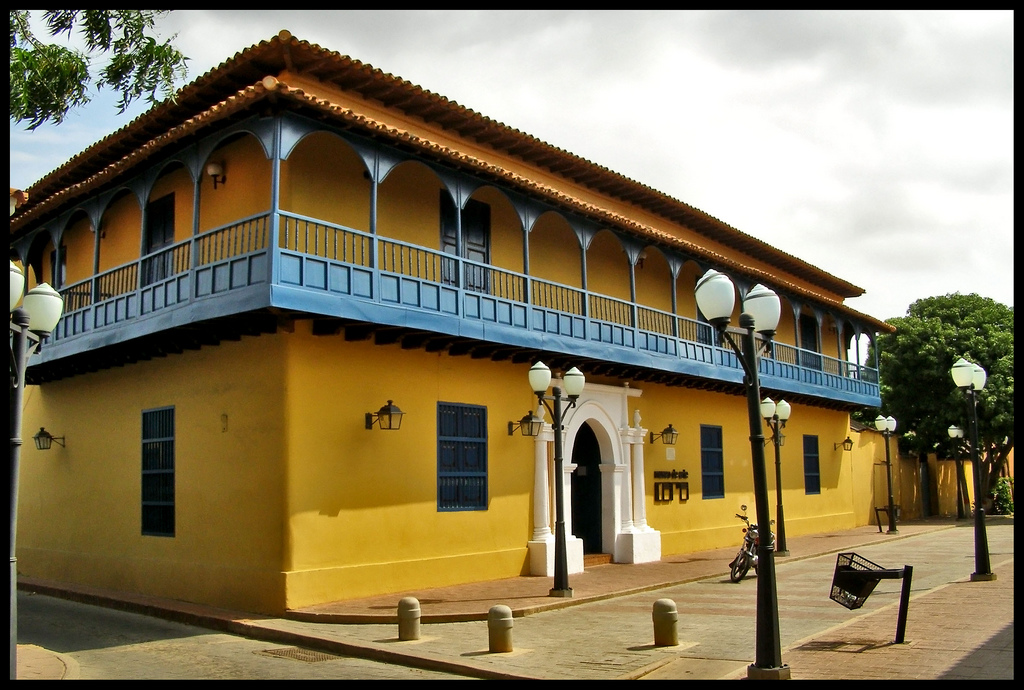
Museo de Arte de Coro (1759)
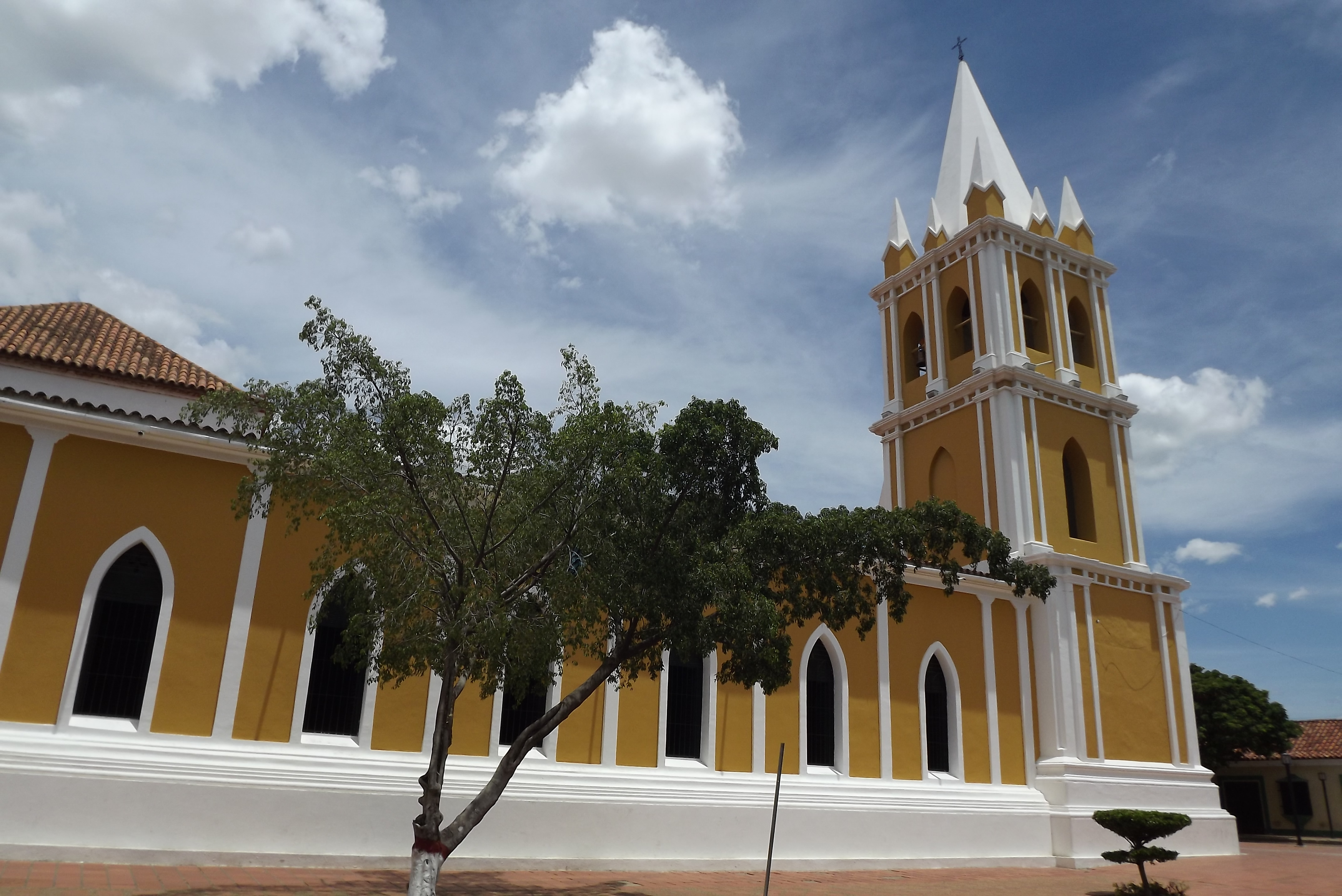
Iglesia de San Francisco (1796)

### SigloXIX
Después de las guerras civiles del siglo XIX Coro quedó despoblada y sus campos arrasados.

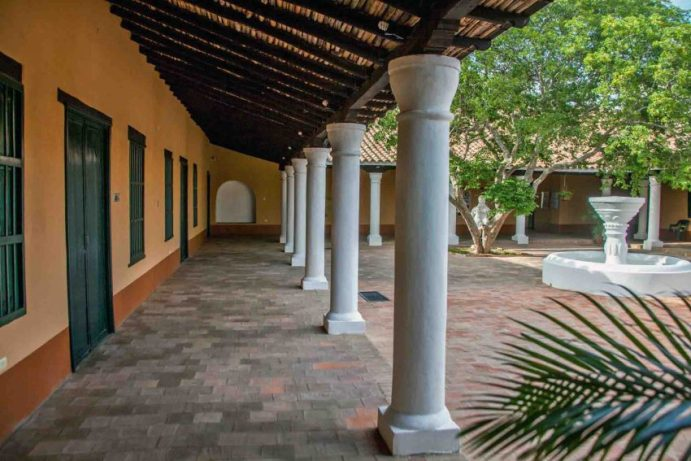
Interior de la casa de Francisco Campuzano Polanco (1859)
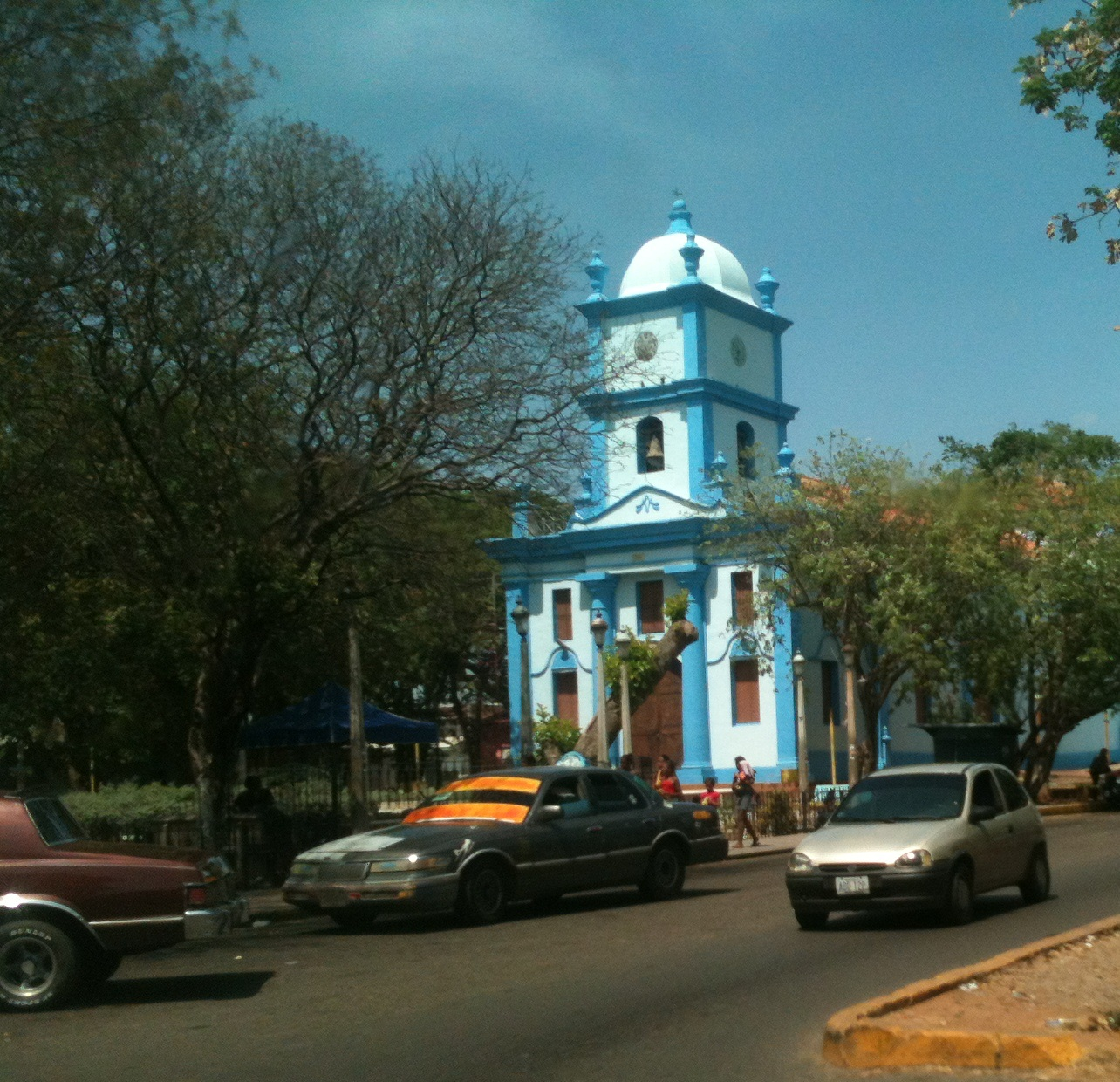
Iglesia Nuestra Señora de La Candelaria (1887)

### SigloXX
En la década de 1950 Coro fue declarada patrimonio nacional. Para 1993, 746 casas y casonas de Coro eran consideradas de tipo colonial, es decir, el 48% del total. Ese año la ciudad de Coro y su puerto, La Vela de Coro, fueron declarados Patrimonio de la Humanidad por la Unesco.

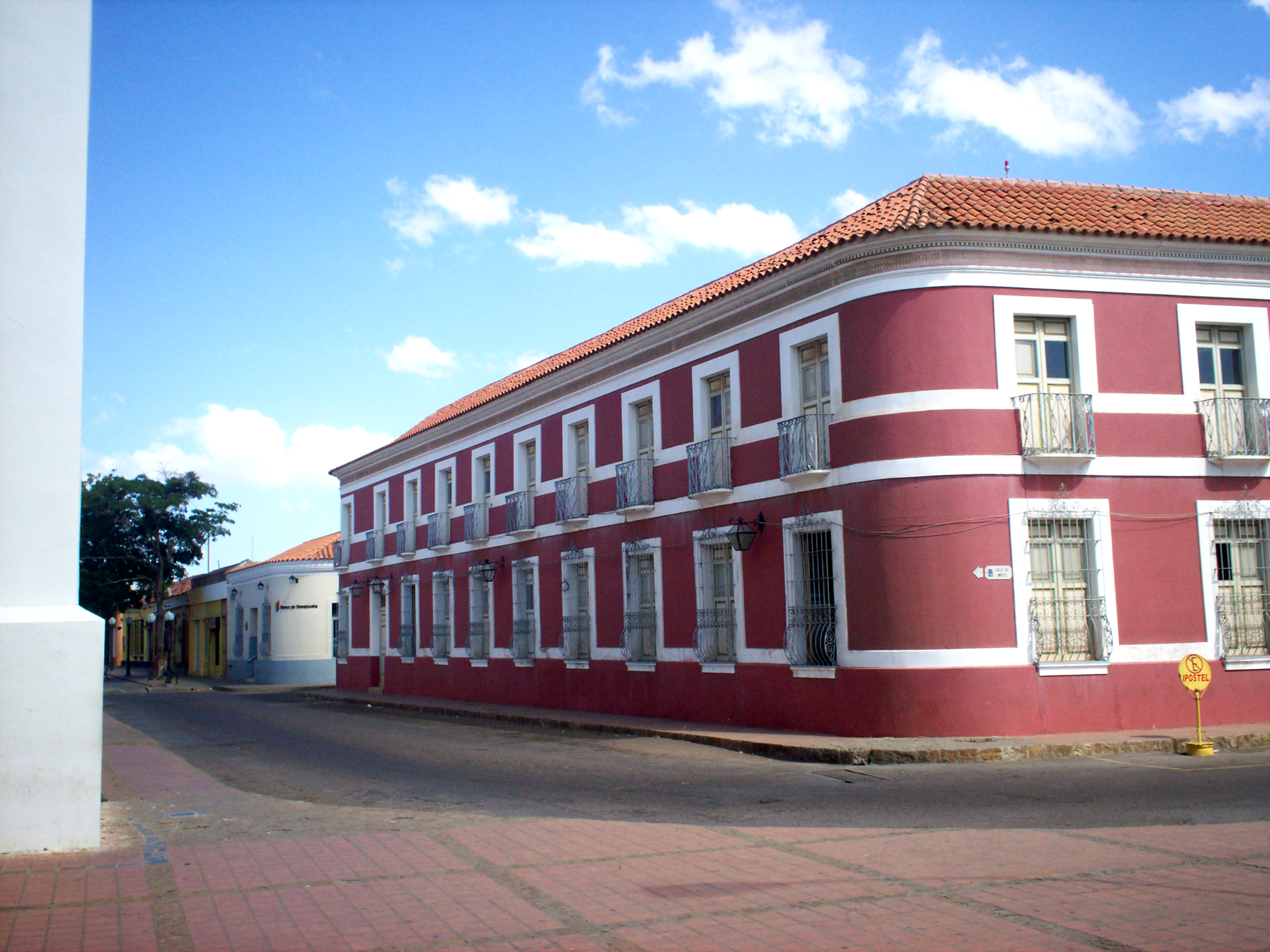
Fachada de la Casa de las cien ventanas (1902)
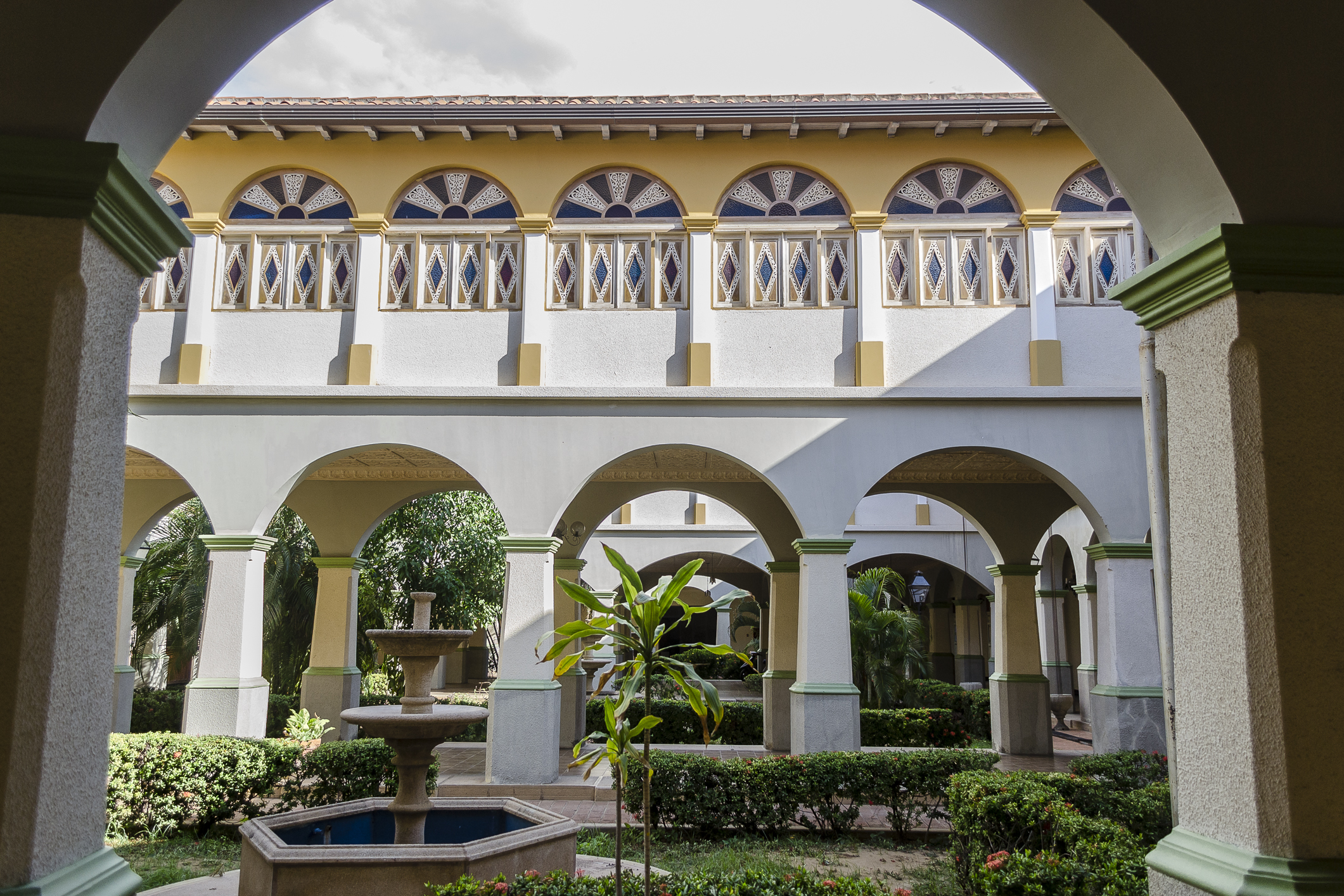
Interior de la Casa de las cien ventanas (1902)
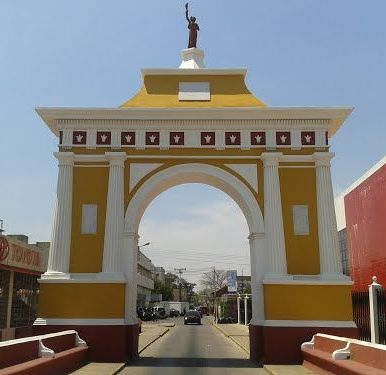
Arco de la Federación (1920)
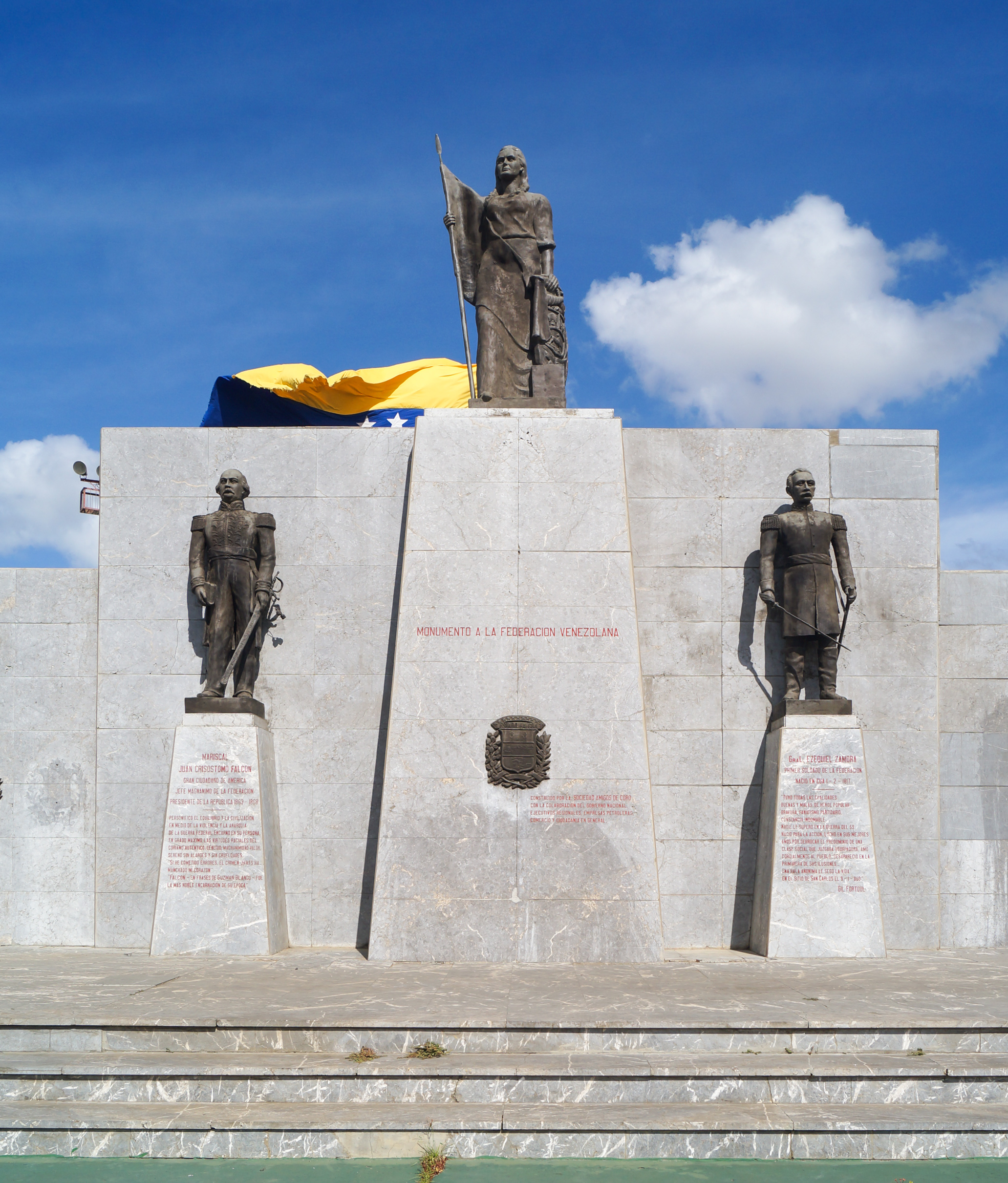
Monumento a la Federación Venezolana (1969)

### SigloXXI
Desde 2005 se señaló el centro histórico de Coro como patrimonio en peligro de deterioro después de las lluvias de 2004 y 2005, que destruyeron 144 inmuebles. Para 2021 el patrimonio de la ciudad seguía estando en peligro.